# David-Zvi Pinkas
David-Zvi Pinkas (en hebreo דוד-צבי פנקס), nació el 5 de diciembre de 1895, y falleció el 14 de agosto de 1952. Fue un activista político sionista israelí. Uno de los firmantes de la declaración de independencia de Israel, fue el tercer Ministro de Transporte de Israel, sucedido por David Ben-Gurión.

## Biografía
Nació en Sopron, en el Imperio austrohúngaro (hoy en Hungría), estudió en una yeshivá en Freisburg, posteriormente asistió a la escuela secundaria en Viena, antes de estudiar derecho en la Universidad de Viena. Participó en grupos juveniles sionistas, fue uno de los dirigentes menores del Mizrahi en Viena, y uno de los fundadores del movimiento Yeshuran.
En 1923 fue delegado al Decimotercer Congreso Sionista, y dos años después emigró al Mandato de Palestina. Se convirtió en director del Banco Mizrahi en 1932, el mismo año en que fue elegido al consejo de la ciudad de Tel Aviv. Tres años más tarde fue nombrado jefe del departamento de educación de la ciudad.
En 1944 pasó a ser miembro del Vaad Leumi, y era, por tanto, una de las personas a firmar la declaración de independencia de Israel en 1948. Durante la posterior guerra árabe-israelí, fue uno de los dirigentes del comité de seguridad.
Después de la independencia, Pinkas fue asumido como miembro del Consejo de estado Provisional, y fue responsable de la elaboración de los reglamentos para el consejo de los comités. En las primeras elecciones en Israel en 1949, fue elegido a la Knéset como miembro del Frente Unido Religioso, una alianza de Agudat Israel, Trabajadores de Agudat Israel, Mizrahi (partido político de Pinkas) y Trabajadores de Mizrahi, y se desempeñó como presidente de la influyente comisión de finanzas. En 1950 también fue elegido Vicealcalde de Tel Aviv.
En las elecciones de 1951, Mizrahi participó a solas, y Pinkas conservó su escaño, aunque el partido únicamente ganó dos mandatos. Fue nombrado Ministro de Transporte, y se mantuvo como presidente de la comisión de finanzas. Sin embargo, falleció en agosto de 1952 y fue enterrado en el cementerio Trumpeldor de Tel Aviv.

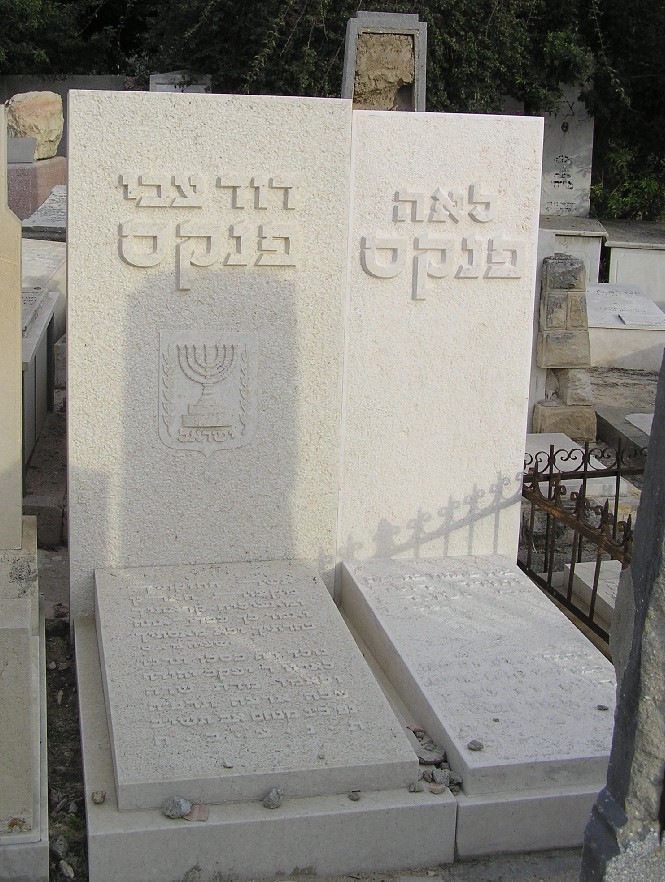
Tumba de Pinkan (en la izquierda, con su esposa Leah a la derecha) en Tel Aviv.